# Andrena vinnula
Andrena vinnula är en biart som beskrevs av Laberge och Hurd 1965. Andrena vinnula ingår i släktet sandbin, och familjen grävbin. Inga underarter finns listade i Catalogue of Life.